# Christopher Bailey

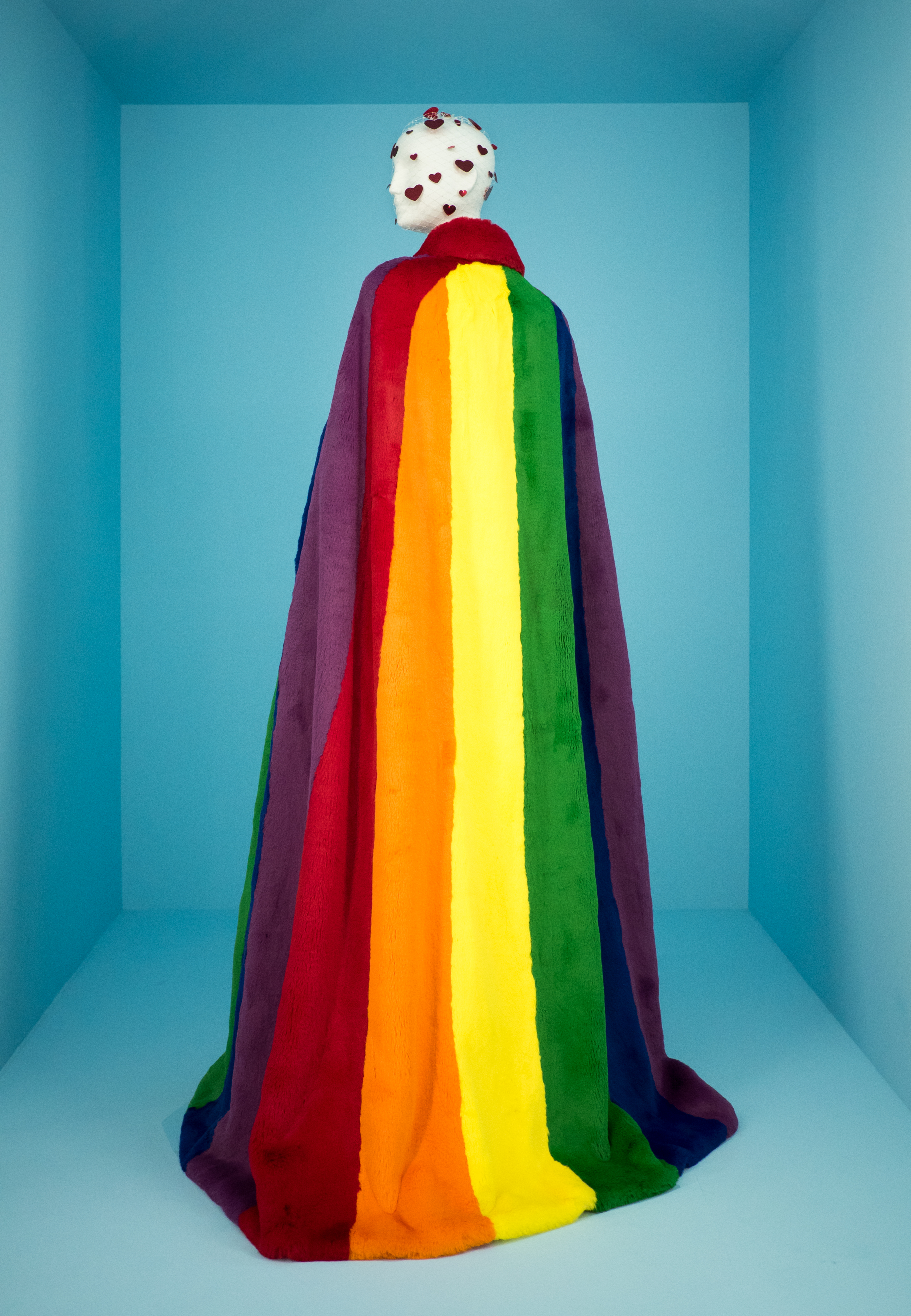
Tęczowa peleryna zaprojektowana przez Christophera Baileya dla Burberry

Christopher Bailey (ur. 11 maja 1971, Halifax w hrabstwie West Yorkshire) – brytyjski projektant mody; w latach 2001-2017 dyrektor kreatywny założonego w 1856 ekskluzywnego brytyjskiego domu mody Burberry. Bailey był wówczas odpowiedzialny za ogólny wizerunek, w tym wszelkie reklamy, projekty sklepów, a także projekt wszystkich kolekcji i linii produktów firmy. W 2012 roku stworzył dla marki nowatorską strategię, którą nazwał See now, buy now.

## Życiorys
Christopher urodził się w 1971 roku. Jest synem stolarza. W 1990 zdobył tytuł licencjata na Uniwersytecie Westminster. Otrzymał wówczas tytuł Najlepszego Studenta, który umożliwił mu zdobycie stypendium w Royal College of Art. Studia tam ukończył w 1994 roku. W tym samym roku rozpoczął pracę, jako projektant odzieży damskiej w domu mody Donna Karan. Stanowisko piastował do 1996 roku, kiedy to został starszym projektantem odzieży damskiej w domu mody Gucci w Mediolanie u boku Toma Forda. Pracował tam do 2001 roku. Podczas pobytu w Mediolanie poznał Geert Cloet, projektanta marki Miu Miu, który został jego partnerem. W 2004 u Cloeta zdiagnozowano nowotwór mózgu. Para przeniosła się do Yorkshire w pobliże rodziny Baileya. Cloet zmarł rok później.
Bailey wstąpił do Burberry w maju 2001 roku jako dyrektor kreatywny i został szefem w listopadzie 2009 roku. Baileyowi przypisuje się wielkie zmiany w przedsiębiorstwie.
W 2008 roku Bailey razem z dyrektorem generalnym Angela Ahrendts założyli Fundację Burberry zobowiązującą się do przeznaczania zysków na pomoc młodym ludziom w realizacji marzeń i w wykorzystaniu swojego potencjału. Fundacja Burberry wspiera młodych ludzi w regionach gdzie pracownicy firmy mieszkają i pracują, i gdzie są w stanie uczestniczyć w roli wolontariuszy we wspieraniu młodzieży.

## Życie prywatne
Od 2009 roku jest w związku z brytyjskim aktorem Simonem Woodsem. Para pobrała się w 2012 roku i ma dwie córki.

## Nagrody
- 2009 - Designer of the Year, British Fashion Awards (UK)[12]
- 2009 - Honorowy Patron University Philosophical Society w Trinity College w Dublinie[13]
- 2009 - Kawaler Orderu Imperium Brytyjskiego decyzją Elżbiety II[14]
- 2008 - Menswear Designer of the Year 2008, British Fashion Awards (UK)
- 2007 - Menswear Designer of the Year 2007, British Fashion Awards (UK); Doktorat Honoris Causa z Uniwersytetu w Huddersfield, Yorkshire[15]
- 2006 - Doktorat Honoris Causa z Uniwersytetu w Westminster[7]
- 2005 - Designer of the Year, British Fashion Awards (UK)[4]
- 2004 - Honorowy członek Royal College of Art[16]